# Lwilu (rivière)
Pour les articles homonymes, voir Lwilu (homonymie).
La Lwilu, aussi écrit Luilu, est une rivière de la République démocratique du Congo, traversant les territoires de Sandoa et de Kapanga dans la province du Lualaba, le territoire de Luilu dans la province du Lomami, et sépare les territoires de Ngandajika et de Tshilenge avant sa confluence avec la Lubilanji. Elle est appelée Mulungu en amont de la confluence de la rivière Lufu.